# Al-Muzzammil
Al-Muzzammil “O Acobertado” (do árabe: سورة المزمل) é a septuagésima terceira sura do Alcorão e tem 20 ayats.